# Cyrtolabulus metatarsalis
Cyrtolabulus metatarsalis är en stekelart som beskrevs av Gusenleitner 1998. Cyrtolabulus metatarsalis ingår i släktet Cyrtolabulus och familjen Eumenidae. Inga underarter finns listade i Catalogue of Life.